# Liste der denkmalgeschützten Objekte in Semily
Grundlage dieser Liste der denkmalgeschützten Objekte in Semily ist die ÚSKP-Liste (Ústřední seznam kulturních památek České republiky, deutsch Zentrale Liste der Kulturdenkmäler der Tschechischen Republik), die von der tschechischen Denkmalschutzbehörde NPÚ (Národní památkový ústav, deutsch Nationale Denkmalbehörde) seit 1987 geführt wird und an die seit dem Jahr 1850 geschaffenen Listen anschließt.
Die Liste umfasst die Kulturdenkmale der Stadt Semily mit ihren Ortsteilen im Okres Semily. 

## Bítouchov (Bitauchow)
| Lage                                         | Objekt      | Beschreibung | ÚSKP-Nr.                  | Bild           |
| -------------------------------------------- | ----------- | --- | ------------------------- | -------------- |
| Bítouchov, am Abzweig nach Spálov (Standort) | Glockenturm | Glockenturm, errichtet im frühen 19. Jahrhundert, im Aufbau aber vom Barock geprägt, was sich in der reichen Formgebung des Glockenturms und in der Form eines Zwiebeldachs mit Laterne widerspiegelt. | 15380/6-2498 Info Katalog | weitere Bilder |

## Podmoklice (Podmoklitz)
| Lage                                | Objekt                  | Beschreibung | ÚSKP-Nr.            | Bild           |
| ----------------------------------- | ----------------------- | --- | ------------------- | -------------- |
| Podmoklice, Nádražní 389 (Standort) | Kirche Dr. Karel Farský | Kirche Dr. Karel Farský (1880–1927), errichtet 1938. Architekt: Vladimír Krýš (1897–1951). Es handelt sich um den wertvollsten Neubau der damaligen tschechoslowakischen Hussitenkirche unter sieben Projekten in der Region Liberec und einen der originellsten überhaupt. Funktionalistische Formen, ausdrucksstarke Konstruktion mit dynamischer Massenteilung und gotischen Anklängen in Form eines Spitzbogens. | 105910 Info Katalog | weitere Bilder |

## Spálov (Spalow)
| Lage                                                                           | Objekt               | Beschreibung | ÚSKP-Nr.            | Bild           |
| ------------------------------------------------------------------------------ | -------------------- | --- | ------------------- | -------------- |
| Spálov, an der Landstraße Nr. 288, im OT Spálov und Horská Kamenice (Standort) | Straßenbrücke Spálov | Straßenbrücke Spálov über den Fluss Kamenice und eine Eisenbahnstrecke, aus Stahlbeton errichtet von 1936 bis 1938. Sie besteht aus zwei Brückenfeldern mit unterschiedlich gestalteter Tragkonstruktion. Zwischen den beiden Feldern befindet sich ein Erdwall, in dem die Innenstützen eingelassen sind. - Das Bauwerk über den Fluss Kamenice ist als Bogen mit vierzehn Brückenöffnungen konzipiert. Es wurden zwei konzentrische Segmentbögen auf unterschiedlichen Höhen errichtet, die zueinander versetzt sind. - Der die Eisenbahnlinie kreuzende Teil ist als Rahmenkonstruktion konzipiert, wobei das Brückendeck von einem Paar aus vier dezenten viereckigen Pfeilern getragen wird. - Zur Brücke gehören außerdem eine Zufahrtsrampe vom Wasserkraftwerk Spálov und ein Rastplatz an der Stelle des Erddamms (mit Kilometerstein „3,6“). - Auf dem Brückenkopf von Železný Brod erinnert eine Gedenktafel am Felsen an die Fertigstellung der Brücke. | 105373 Info Katalog | weitere Bilder |